# Чаманоро (район Рудаки)
Чаманоро (тадж. Чаманоро) — село в районе Рудаки Республики Таджикистан. Входит в состав джамоата (сельской общины) Султонобод.
Прежнее название — Джомбулок (до 2008 года).
Находится на расстоянии 14 км от районного центра (пгт. Сомониён) и 4 км от центра джамоата (село Султонобод).
Население — 297 чел. (2017).